# Wilhelm (Troppau)
Wilhelm von Troppau (tschechisch: Vilém Opavský; * um 1410; † 15. August 1452) war 1433–1452 Herzog von Troppau und 1443–1452 Herzog von Münsterberg. Er entstammte dem Troppauer Zweig der böhmischen Přemysliden.

## Leben
Seine Eltern waren Přemysl/Primislaus I. von Troppau († 1433) und dessen zweite Ehefrau Katharina von Münsterberg († 1422).
Nach dem Tod des Vaters 1433, der vier Söhne hinterließ, übernahm der älteste Wenzel II. die Vormundschaft über seine jüngeren Stiefbrüder Wilhelm, Ernst und Přemysl/Primislaus II., während der schon volljährige zweitälteste Bruder Nikolaus IV. als Herr auf Zuckmantel titulierte. Obwohl ihr Vater testamentarisch bestimmte, dass seine Gebiete nicht gesondert werden sollten, teilten sie um 1435 den ererbten Besitz. Wilhelm und Ernst erhielten Anteile von Troppau, und für Wenzel II. wurde das Herzogtum Leobschütz ausgegliedert. Der jüngste der Brüder, Přemysl/Primislaus II., für den die geistliche Laufbahn vorgesehen wurde, ging vermutlich leer aus. Die so zersplitterten Gebiete waren so klein, dass sie den Lebensunterhalt der Brüder nicht decken konnten. Wohl deshalb wandte sich Wilhelm dem Raubrittertum zu.
Nach dem Übergang des Herzogtums Münsterberg 1440 an Hynek Kruschina von Lichtenburg lehnten die Münsterberger Stände dessen Herrschaft ab. Nach langen Verhandlungen wählten sie am 25. April 1443 Wilhelm von Troppau zu ihrem neuen Landesherrn. Dessen Ansprüche auf Münsterberg wurden doppelt begründet: Seine Mutter war eine Schwester des letzten Münsterberger Piasten Johann, zudem war Wilhelm mit Salome, einer Tochter des verstorbenen Puta d. J. von Častolowitz verheiratet, der bis zu seinem Tod 1434 der rechtmäßige Pfandherr von Münsterberg gewesen war. Wilhelm nahm die Wahl an und wandelte sich nachfolgend vom Landesschädiger zum Landesverteidiger. Zusammen mit Nikolaus V. († 1452) von Ratibor-Jägerndorf, Primislaus II. von Teschen und Heinrich IX. von Glogau kämpfte er nun als Breslauer Feldhauptmann gegen die Wegelager und Peiniger. 1443 trat er einem Bund bei, der vor allem gegen Hynek Kruschina von Lichtenburg gerichtet war und dem der Breslauer Bischof Konrad von Oels sowie die Erbfürstentümer Breslau und Schweidnitz-Jauer sowie der Herzog von Liegnitz angehörten. Obwohl Hynek seinen Anspruch auf das Herzogtum Münsterberg niemals aufgegeben hatte, wurden die Streitigkeiten 1444 beigelegt und Wilhelm das Herzogtum Münsterberg zugestanden. Das ebenfalls zum Fürstentum gehörende Weichbild Frankenstein, dessen Bürger in den kriegerischen Auseinandersetzungen zwischen Wilhelm und Hynek auf Seiten Hyneks standen, blieb weiterhin in Hyneks Besitz. 1451 übertrug Wilhelm seinem jüngeren Bruder Ernst den Erbanspruch auf Münsterberg und erwarb als Gegenleistung von diesem dessen Drittel-Anteil am Herzogtum Troppau. Dadurch gehörten Wilhelm nunmehr zwei Drittel von Troppau.
Nach Wilhelms Tod 1452 fiel das Herzogtum Münsterberg vertraglich an seinen Bruder Ernst, der auch die Vormundschaft über Wilhelms Kinder übernahm. Als deren Vormund verkaufte er nach 1454 Wilhelms Zwei-Drittel-Anteil an Troppau dem Oppelner Herzog Bolko V. Am 8. März 1456 verkaufte Ernst das Herzogtum Münsterberg an den böhmischen König Georg von Podiebrad. Da dieser nach dem Tode Boleslaus von Oppeln 1460 über dessen Bruder Nikolaus I. auch an dessen Zwei-Drittel-Anteil von Troppau gelangte und 1464 von Johann II. das restliche Drittel erwarb, konnte er damit seinen politischen und wirtschaftlichen Einfluss in Schlesien erheblich vergrößern.
Wilhelm von Troppau starb 1452. Sein Leichnam wurde in der Heilig-Geist-Kirche in Troppau bestattet.

## Familie
Wilhelm war mit Salome, einer Tochter des ostböhmischen Adeligen Puta d. J. von Častolowitz und der Anna, Tochter des Landeshauptmanns Albrecht von Kolditz verheiratet. Der Ehe entstammten die Kinder
- Friedrich († 1470)
- Wenzel III. († 1474)
- Přemysl/Primislaus III. († 1493)
- Katharina (1443–1505), verheiratet mit Johann II. von Sagan
- Anna († 1515), Äbtissin des Klosters Trebnitz